# Euroschinus obtusifolius
Euroschinus obtusifolius är en sumakväxtart som beskrevs av Adolf Engler. Euroschinus obtusifolius ingår i släktet Euroschinus och familjen sumakväxter. Utöver nominatformen finns också underarten E. o. robustus.